# Esfera de Hill

Gràfic del potencial efectiu d'un sistema de dos cossos degut a la gravetat i la inèrcia en un punt de temps. Les esferes de Hill són les regions circulars que envolten les masses grans.

En astronomia, l'esfera de Hill d'un cos celeste és la regió d'influència gravitatòria que exerceix un cos sobre els cossos menys massius que orbiten al seu voltant. Vist des d'un altre punt de vista, podria dir-se també que l'esfera de Hill és l'esfera d'influència gravitacional d'un cos celeste sotmès a la gravetat d'un altre cos de més massa al voltant del qual orbita. És a dir, per tal que un planeta pugui mantenir un satèl·lit al voltant seu, cal que l'òrbita del satèl·lit estigui dins de l'esfera de Hill del planeta. Aquest satèl·lit, pot tenir al seu torn una esfera de Hill pròpia. Aquest concepte el va definir l'astrònom i matemàtic nord-americà George William Hill (1838 – 1914). S'anomena també l'esfera de Roche, perquè de manera independent també la va descriure l'astrònom francès Édouard Roche.
La teoria afirma que, considerat un cos central i un segon cos en òrbita al voltant d'aquest (per exemple el Sol i Júpiter), en l'esfera de Hill intervenen els següents tres camps de força:
- La gravetat a causa del cos central.
- La gravetat a causa del segon cos.
- La força centrífuga en un marc de referència que gira sobre el cos central amb la mateixa velocitat angular del segon cos.

L'esfera Hill, doncs, és l'esfera dins de la qual la suma dels tres camps es dirigeix cap al segon cos. Un tercer cos petit, podrà girar dins de l'esfera de Hill al voltant del segon cos.
L'esfera de Hill s'estén entre els punts de Lagrange L 1 i L ₂, que es troben en la línia que uneix els dos cossos. La regió d'influència del segon cos és més curta en aquesta direcció. Més enllà de la distància de Hill, el tercer objecte en òrbita al voltant del segon sofriria la pertorbació progressiva de les forces de marea del cos central (en aquest cas, el Sol) i acabaria en òrbita al voltant d'aquest.

## Fórmula i exemples
Si la massa del cos més petit és m, i gira en una òrbita amb semieix major a i excentricitat e al voltant d'un cos de massa major M, el radi r de l'esfera de Hill al voltant del cos més petit és:
{\displaystyle r\approx a(1-e){\sqrt[{3}]{\frac {m}{3M}}}}
Quan l'excentricitat és petita (el cas més favorable d'estabilitat orbital), tenim: 
{\displaystyle r\approx a{\sqrt[{3}]{\frac {m}{3M}}}}
Segons la formulació proposada per en George William Hill, si la Terra (5,97×10 24 kg) gira al voltant del Sol (1,99×10³⁰ kg) a una distància de 149,6 ×10⁶ km; l'esfera de Hill per a la Terra s'estén a aproximadament 1,5 ×10⁶ km (0,01 ua). L'òrbita de la Lluna està una distància de 0,370 ×10⁶ km de la Terra, pel que està còmodament dins de l'esfera gravitatòria d'influència del nostre planeta i no presenta risc de col·locar-se en una òrbita independent al voltant del Sol. Pel que es refereix al període orbital, la Lluna ha d'estar dins de l'esfera on el període orbital no és major de 7 mesos.
La fórmula es pot escriure també: 
{\displaystyle 3{\frac {r^{3}}{a^{3}}}\approx {\frac {m}{M}}}
D'aquesta manera s'expressa la relació en volum de l'esfera de Hill, comparat amb el volum de l'òrbita del segon cos al voltant del primer. Específicament això ens indica que, la proporció de les masses és tres vegades la proporció de volum en aquestes dues esferes.
Una manera ràpida d'estimar el radi de l'esfera de Hill, ve de reemplaçar la massa per la densitat en l'equació anterior: 
{\displaystyle {\frac {r}{R_{secundari}}}\approx {\frac {a}{R_{primari}}}{\sqrt[{3}]{\frac {\rho _{secundari}}{3\rho _{primari}}}}\approx {\frac {a}{R_{primari}}}}
Així, doncs, en aquesta expressió de la fórmula: 
- {\displaystyle \rho _{secundari}} i {\displaystyle \rho _{primari}} són les densitats dels cossos primaris i secundaris,
- {\displaystyle {\frac {r}{R_{secundari}}}} i {\displaystyle {\frac {r}{R_{primari}}}} són, per tant, els radis de les seves òrbites (expressats en radis del secundari i del primari).

La segona aproximació està justificada pel fet que, per a la majoria dels casos al Sistema solar, la relació {\displaystyle {\sqrt[{3}]{\frac {\rho _{secundari}}{3\rho _{primari}}}}} està sempre a prop d'u.
Segons aquesta estimació del radi de l'esfera de Hill; per a que es compleix per a la majoria dels casos en el sistema solar, el sistema Terra-Lluna és l'excepció més gran i l'estimació és d'una aproximació amb un error menor del 20% per a la majoria dels satèl·lits de Saturn. Això és vist quelcom convenient per molts astrònoms planetaris, els quals treballen i recorden les distàncies en unitats de radis planetaris.
Tenint això darrer en compte, la mateixa Lluna hauria d'estar almenys a 3 vegades la distància geoestacionària, o 2/7 la seva distància actual, per poder tenir satèl·lits en l'òrbita lunar.

### Veritable regió d'estabilitat
De totes maneres, cal subratllar el fet que l'esfera de Hill és només una aproximació, ja que d'altres forces alienes a una situació d'estabilitat temporal (com la pressió de radiació o l'efecte Yarkovsky) podrien pertorbar el desplaçament harmonitzat d'un objecte i desplaçar-lo o llençar-lo fora de l'esfera de Hill. Només caldria que aquest tercer objecte fos d'una massa prou petita, perquè no s'introduïssin complicacions addicionals a través de la seva pròpia gravetat. En conseqüència, es pot afirmar que mitjançant els diversos càlculs numèrics detallats duts a terme amb la fórmula proposada per Hill, es pot mostrar que les òrbites a la vora de o just dins l'esfera de Hill no són estables a llarg termini, tret que estiguin a menys de la meitat o un terç del radi de Hill. Així doncs, pot entendre's que les òrbites estables dels satèl·lits existeixen només dins d'1/1 a 1/3 de l'esmentat radi de Hill.
Fins a un passat recent es creia que l'afirmació que sentenciava que «la regió d'estabilitat per a òrbites retrògrades a gran distància del cos primari és major que la regió per a les òrbites prògrades a gran distància del cos primari», explicava la preponderància de satèl·lits retrògrads al voltant de Júpiter. Això no obstant, Saturn té inclús una barreja de prògrads i retrògrads. Per aquest motiu, pot afirmar-se que les raons que poden explicar l'estabilitat orbital són més complicades.

### Altres exemples
Un astronauta no podria orbitar el Transbordador Espacial (massa = 104 t), en òrbita a 300 km sobre la Terra, ja que l'esfera de Hill és només d'un radi de 12 decímetres, molt més petit que el mateix transbordador. De fet, en qualsevol òrbita baixa de la Terra, un cos esfèric ha de ser 800 vegades més dens per cabre dins de la seva pròpia esfera de Hill. Com més gran és l'òrbita d'un satèl·lit més fàcil és que càpiga en la seva esfera de Hill i pugui tenir un satèl·lit. Un satèl·lit geoestacionari (és a dir a 35.786 km d'altura) esfèric no pot tenir mai un satèl·lit, ni tot i ser d'osmi, el material natural més dens de la Terra (22.650 kg / m³).

## Sistema Solar
Dins el Sistema Solar, el planeta amb l'esfera de Hill més gran és Neptú, amb 116 ×10 ⁶ km, o 0,775 ua. La seva gran distància respecte del Sol compensa àmpliament la seva menor massa respecte a Júpiter (la seva esfera de Hill mesura 53 ×10 ⁶ km). Un asteroide del cinturó principal tindrà una esfera de Hill que pot arribar a aconseguir uns 220.000 km (per Ceres), disminuint ràpidament amb la seva massa. En el cas de l'asteroide (66391) 1999 KW4, que creua l'òrbita de Mercuri i que té la lluna (S/2001 (66391) 1), l'esfera de Hill té un radi que varia entre 120 i 22 km depenent de si l'asteroide està en el seu afeli o periheli.
La següent gràfica mostra el radi de Hill (en km) d'alguns cossos del nostre Sistema Solar: